# Janka Boga
Janka Boga   (Suseni, 31 de gener de 1886 - Kecskemét, 4 d'octubre de 1963) fou una escriptora i pedagoga hongaresa. Va fer de mestra a Kecskemét fins al 1952. El 1920 va començar a publicar els seus escrits a diaris locals, i va dur a escena les seves obres teatrals a Szeged.